# Cyrtaucheniidae
Cyrtaucheniidae zijn een familie van spinnen. De familie telt 18 beschreven geslachten en 134 soorten. De verschillende soorten worden wel 'valdeurspinnen' genoemd vanwege de vorm van het nest dat ze maken. 

## Geslachten
- Acontius Karsch, 1879
- Ancylotrypa Simon, 1889
- Anemesia Pocock, 1895
- Bolostromoides Schiapelli & Gerschman, 1945
- Bolostromus Ausserer, 1875
- Cyrtauchenius Thorell, 1869

## Taxonomie
Voor een overzicht van de geslachten en soorten behorende tot de familie zie de lijst van Cyrtaucheniidae.